# Saint-Auban
 Saint-Auban  es una población y comuna francesa, en la región de Provenza-Alpes-Costa Azul, departamento de Alpes Marítimos, en el distrito de Grasse y cantón de Saint-Auban.

## Demografía
| 219 | 211 | 225 | 221 | 217 | 267 |
| Para los censos de 1962 a 1999 la población legal corresponde a la población sin duplicidades (Fuente: INSEE [Consultar]) |     |     |     |     |     |